# Gourgançon
Gourgançon é uma comuna francesa na região administrativa do Grande Leste, no departamento de Marne. Estende-se por uma área de 29.15 km², e possui 146 habitantes, segundo o censo de 2018, com uma densidade de 5.0 hab/km².